# 丘永材
丘永材（洋名：Philip Yau，1972年7月26日—2012年11月16日），已故香港車手、KC Racing賽車隊創辦人及汽車工程公司東主，為2005年亞洲房車賽冠軍及2011年澳門格蘭披治大賽車路車挑戰賽冠軍。於2012年11月16日的澳門格蘭披治大賽車排位賽中發生車禍意外身亡，意外當日是陸方車隊隊員。

## 簡歷
丘永材除了擅長於改裝賽車，更擅於改裝福士及奧迪車輛，他憑藉不停地自家研究及引入外國的改裝零件，成功將原來只有逾500匹的日產GTR35推高至800匹馬力，贏得「改裝達人」美譽。
1999年，丘永材成立以中國珠海國際賽車場為基地的UFO賽車隊（KC Racing車隊前身），2004年贏得香港汽車會超級跑車挑戰賽第6回合比賽季軍，2005年再贏得亞洲房車賽冠軍。2011年，他於澳門格蘭披治大賽車路車挑戰賽中駕駛日產GTR35，於起步時因為賽車出現問題，其排名一度為最後，及後卻成功大逆轉，後來居上擊敗一眾強敵贏得冠軍，為外界所津津樂道；翌年5月以雪佛蘭Cruze賽車參與香港房車錦標賽，在位於肇慶的廣東國際賽車場舉行的第三和第四回合賽事中，成功於S2000組取得一場亞軍和一場冠軍。

### 意外身亡
丘永材於2012年11月16日的澳門格蘭披治大賽車排位賽裡，駕駛賽車以時速逾200公里駛入挑戰性極高的東方彎，惟失去控制，賽車撼動賽道撼動左防撞攔，左邊車架因為受到嚴重撞擊而導致到嚴重扭曲，車底更有冒煙，車輛一直衝前一段路段方才停下。他因為頸骨骨折，昏迷被圍困於賽車內。事件發生後，大會隨即展示紅旗。13時13分，兩輛裝置有緊急輔助醫療設備的搶救車趕到現場，另外一輛拯救車輛隨後而至。拯救人員先用滅火筒撲熄火焰，再用電剪剪開車身，於13時19分將丘永材抬出，於13時20分將其緊急送往山頂醫院，救護員沿途對其施展心肺復甦法急救，於13時24分將其送達急症室，惟丘永材傷勢過重，於醫院延至同日下午13時51分宣佈搶救無效，終年40歲。

### 仝人默哀
2012年11月18日，澳門格蘭披治大賽車大會在開始賽車比賽前響起1分鐘的鐘表示默哀丘永材，其後香港賽車手歐陽若曦於國際汽車聯盟世界房車錦標賽東望洋大賽兩個回合都贏得獨立盃冠軍，他表示將獎盃獻給於日前逝世的丘永材及其遺孀。他說雖然二人不認識，但是賽車界的圈子很小，知道他是一位好車手。　

## 軼聞
丘永材表姨甥乃為賽車手兼汽車改裝公司「Turn Three Ltd」老闆陳穗豪，2018年11月16日與公司職員及朋友因誤殺而被拘捕。案件在2019年3月8日於沙田法院再提訊時，控方表示參考了死者的驗屍報告及諮詢法律意見後，決定撤銷3名被告包括陳穗豪的誤殺罪，遭還押3個多月的一眾被告，獲准當庭釋放。據知，毒理報告顯示死者體內含有毒品。

## 外部連結
- 爭勝窄彎 拼盡如玩命（页面存档备份，存于）
- 丘永材魂斷東方彎　車手稱難度最高彎道之一

| 前任： 蘇柏方                                                         | 澳門格蘭披治大賽車澳門電訊盃亞洲房車賽 冠軍 2005年                      | 繼任： 潘德俊                                                       |
| 前任： 織戶學                                                         | 澳門格蘭披治大賽車澳門路車挑戰賽 冠軍 2011年                            | 繼任： 孫鐵勛                                                       |
| 上一位： - （綜合）卡尼拉 - （按比賽項目）沒有 - （按代表地區）董世榮 | 澳門格蘭披治大賽車事故身亡者 · 2012年11月16日 澳門電訊房車盃 · 香港代表 | 下一位： - （綜合）赫加迪 - （按比賽項目）沒有 - （按代表地區）沒有 |